# 桑普森縣 (北卡羅萊納州)
桑普森县（英語：Sampson County）是美國北卡羅萊納州中南部的一個縣。面積2,454平方公里。根据美國2000年人口普查，共有人口60,161人。縣治克林頓（Clinton）。
成立於1784年4月18日。縣名紀念新漢諾威縣治安官、民兵中校約翰·桑普森（John Sampson）。